# Сондерс, Рон
Ро́нальд Со́ндерс (англ. Ronald "Ron" Saunders; 6 ноября 1932, Беркенхед, графство Чешир — 7 декабря 2019) — английский футболист и тренер. Единственный тренер, который руководил тремя непримиримыми соперниками — «Астон Виллой», «Бирмингем Сити» и «Вест Бромвич Альбион».

## Игровая карьера
Сондерс играл на позиции центрального нападающего. Он забил более 200 голов в течение 13 лет, играя за клубы «Эвертон», «Джиллингем», «Портсмута», «Уотфорда» и «Чарльтон Атлетик». Сондерс был лучшим бомбардиром в Портсмуте в течение шести сезонов подряд, а в 1962 году его голы сыграли решающую роль в розыгрыше третьего дивизиона Футбольной лиги. Завершив свою исключительно игровую карьеру выступлениями за «Чарльтон» в 1967, он стал играющим тренером, выступая за «Йовил Таун» (на то время не был представлен в лиге).

## Тренерская карьера

### «Норвич Сити»
Занимая должность менеджера в «Норвич Сити», в 1972 привел команду к выигрышу второго дивизиона Футбольной лиги, таким образом, впервые достигнув успеха в новом для себя амплуа и впервые в истории отправив Сити в первый дивизион. Он впоследствии сумел удержать клуб в высшем дивизионе по окончании дебютного сезона. Команда также дошла до финала Кубка Футбольной лиги, проиграв «Тоттенхэм Готспур» со счетом 1:0. Сондерс ушёл с должности менеджера 17 ноября 1973 после спора с советом директоров клуба, которому предшествовало домашнее поражение от «Эвертона» 3-1.

### «Манчестер Сити»
Через 5 дней Сондерс принял предложение возглавить «Манчестер Сити». Уже на втором году управления клубом Сондерс привел команду к финалу Кубка Лиги, но в очередной раз проиграл — на этот раз «Вулвергемптону». Несмотря на кубковый успех, выступления Сити в Лиге были нестабильными, что привело к увольнению Сондерса за три недели до конца сезона, в то время как клуб был за пределами вылета по всем параметрам, кроме количества голов за игру. Однако, он не остался надолго без работы, заняв в следующем месяце пост менеджера «Астон Виллы», которая выступала во втором дивизионе.

## Тренерские достижения
Норвич Сити
- Чемпион Второго дивизиона: 1971/72

 Астон Вилла
- Чемпион Первого дивизиона: 1980/81
- Обладатель Кубка Футбольной лиги (2): 1974/75, 1976/77
- Обладатель Суперкубка Англии: 1981